# Presa del Rey
La presa del Rey en el río Grande de Jubia fue construida en los años 1791 a 1795 para mover la maquinaria de la Casa de Moneda de Jubia. Actualmente es empleada por Galicia Textil para generar 200 kW de potencia eléctrica.

## Descripción
Situada a 1,40 km de la desembocadura del río en la ría de Jubia la presa fue construida como una de las infraestructuras auxiliares de los astilleros de la ría de Ferrol el embalse era de la Real Fábrica de Jubia.

Junto al río, aprovechando el fuerte caudal de sus aguas se encontraba el área de aprovechamiento hidráulico cuyo motor tenía un salto de agua de 200 caballos de fuerza que, en algunas épocas llegaba a alcanzar los 300 caballos. Su disposición consistía en una presa que cortaba al río casi perpendicularmente, partiendo de allí un canal de conducción de aguas que iba casi paralelo al río. En la misma dirección del canal había un fuerte muro perforado por 4 alcantarillas que con sus compuertas correspondientes daban paso al agua o interrumpían su entrada en el canal, sobre este muro se construyó la llamada “Casa de Compuertas” con paredes de mampostería; pasada la “Casa de Compuertas”, las aguas marchaban por el canal de conducción. La caja de este canal estaba abierta en la falda del monte teniendo, por tanto, un lecho y el costado izquierdo sumamente resistente y el de la derecha formado por un buen muro de sostenimiento de sillarejos; para el desagüe de este canal había, por el costado derecho, unos vertederos a 300 metros antes de la caldera; y así, el agua que salía por ellos servía para el riego de las fincas adyacentes al canal y el resto marchaba por un canalizo que vertía directamente en el río.
Boletín General de Ventas de Bienes Nacionales, 1870

Actualmente la presa produce electricidad para Galicia Textil. La presa también tiene un canal artificial para que los peces remonten el río.